# Gregor Höll
Gregor Höll (* 16. Juni 1911 in Lungötz; † 24. November 1999 in Sankt Veit im Pongau) war ein österreichischer Wintersportler, der im Skispringen, Skilanglauf und der Nordischen Kombination aktiv war.

## Werdegang
Höll, der bereits während seiner Lehre zum Skispringen fand, errang als 15-Jähriger in Bad Mitterndorf den Titel des Österreichischen Jugendmeisters im Skispringen. Nachdem er 1929 Österreichischer Juniorenmeister wurde, folgten Anfang der 1930er-Jahre erste Erfolge in der Allgemeinen Klasse, unter anderem mit Siegen in Kitzbühel 1931 und 1932 sowie auf der (1932 ausgebauten) Liechtensteinschanze in Semmering 1933. Höll nahm 1931 an der Qualifikation für die Winterspiele teil und erreichte im Springen den ersten und in der Abfahrt den siebenten Platz. Bei den Olympischen Winterspielen 1932 in Lake Placid trat Höll nach einem Sturz im Training zum Skispringen, in dem er den Schanzenrekord verbesserte, nur im Skilanglauf sowie in der Nordischen Kombination an. Dabei war seine Teilnahme vor den Spielen fraglich, da der ÖSV die finanziellen Mittel für die Reise in die Vereinigten Staaten nicht aufbringen konnte. Durch Spenden von Auslandsösterreichern konnte das Team doch noch reisen und Höll erreichte im Skilanglauf-Einzelwettbewerb den 41. Rang. Bei der Nordischen Kombination kam er nach einem 28. Platz im Lauf und einem 33. Platz im Springen, bei dem er bei beiden Sprüngen stürzte, auf den 33. Rang.
Bei der Weltmeisterschaft 1933 in Innsbruck landete Höll im Kombinationsspringen auf dem zweiten Rang und stellte dabei mit 72,5 Metern einen neuen Schanzenrekord auf. Die Nordische Kombination beendete er auf dem 24. Rang. Am FIS-Springen 1934 konnte er jedoch nicht teilnehmen, da er sich im Training verletzt hatte. Im März 1934 stellte Höll auf der neu errichteten Bloudkova Velikanka in Planica mit 83 Metern im Training einen neuen Schanzenrekord auf, der beim darauf folgenden Wettkampf von Sigmund Ruud auf 92 Meter verbessert wurde. Höll erreichte im Wettkampf mit Weiten von 74 und 81 Metern (neuer österreichischer Rekord) den dritten Platz. Bei einem Zusatzsprung erzielte er außer Konkurrenz 89,5 Meter, womit er den österreichischen Rekord abermals erhöhte.  In den nächsten Jahren folgten zahlreiche weitere Podestplätze, unter anderem bei seinem Sieg in Ponte di Legno 1936, wo er mit einem Trainingssprung auf 104 Meter und einer Wettkampfweite von 101 Metern als zweiter Österreicher nach Sepp Bradl die 100-Meter-Marke durchbrach. Bei der Weltmeisterschaft 1935 belegte Höll den 45. Platz im Springen. Da er 1933 die staatliche Skilehrerprüfung abgelegt hatte und damit als Profi galt, durfte er aufgrund der Amateurregelung nicht bei den Olympischen Winterspielen 1936 in Garmisch-Partenkirchen starten. Bei der Nordischen Skiweltmeisterschaft 1937 erreichte Höll Platz zehn. Zuvor war er als Skilehrer erst in Mallnitz, dann in Chamonix und anschließend in Megève und Kitzbühel tätig.
In den ersten Jahren des Zweiten Weltkriegs konnte Höll erneut Erfolge auf nationaler und internationaler Ebene erreichen. Neben dem Ostmark-Meistertitel 1940 und dem jugoslawischen Meistertitel auf der Großschanze im gleichen Jahr wurde er 1941 Ungarischer Meister in der Nordischen Kombination. 1940 siegte er zudem bei der Wintersportwoche in Sestriere. Nachdem bis kurz vor Kriegsende noch Wettbewerbe stattfanden, pausierte der Sportbetrieb bis 1947. Bei den Qualifikationsspringen für die Olympischen Winterspiele 1948 in St. Moritz wurde Höll Dritter hinter Sepp Bradl und Anton Wieser. Zuvor hatte er bereits den österreichischen Vizemeister-Titel errungen. In St. Moritz trat er diesmal nicht im Skilanglauf und in der Kombination an, sondern ausschließlich im Skispringen, wo er nach zwei Sprüngen auf 60 und 62,5 Metern am Ende den 24. Platz belegte, womit er nach Hubert Hammerschmidt zweitbester Österreicher war. Nach den Olympischen Spielen erreichte er 1950 bei den ÖSV-Meisterschaften Platz sechs und auf der Bergiselschanze in Innsbruck Platz drei. Beim Skifliegen in Oberstdorf stürzte er und zog sich eine Gehirnerschütterung zu. Trotz dieser Verletzung trat Höll auch 1951 noch einmal an. Sein letztes Springen bestritt er vermutlich im Februar in Radenthein, wo er Zehnter der Altersklasse II wurde.
Höll zählt mit 26 aktiven Karrierejahren als am längsten aktiver österreichischer Skisportler. Nach seiner aktiven Karriere widmete sich Höll dem Aufbau seines eigenen Sportartikelgeschäftes. In seiner Freizeit spielte er Tennis.

## Privates
Höll war drittältester von sieben Geschwistern. Seine Familie zog 1914 nach Bischofshofen, wo er nach der Schule eine Ausbildung zum Tischler im Betrieb seines Vaters absolvierte. Nach der Erlangung des Gesellenbriefes machte er später noch seinen Meisterbrief. Er heiratete seine Freundin Gertrude, mit der er jedoch keine Kinder hatte. Nachdem seine Frau 1983 gestorben war, lebte er mit Inge Lang bis zu seinem Tod 1999 zusammen.

## Erfolge

### Ungültig Weltrekord
| #     | Schanze                    | Ort     | Land        | Weite  | aufgestellt am | Rekord bis |
| ----- | -------------------------- | ------- | ----------- | ------ | -------------- | ---------- |
| Sturz | Bloudkova velikanka (K106) | Planica | Jugoslawien | 89,0 m | 25. März 1934  | Ungültig   |